# 伴谷村
伴谷村（ばんたにむら）は滋賀県甲賀郡にあった村。現在の甲賀市水口町の北部にあたる。

## 地理
- 河川：思川、坊谷川

## 歴史

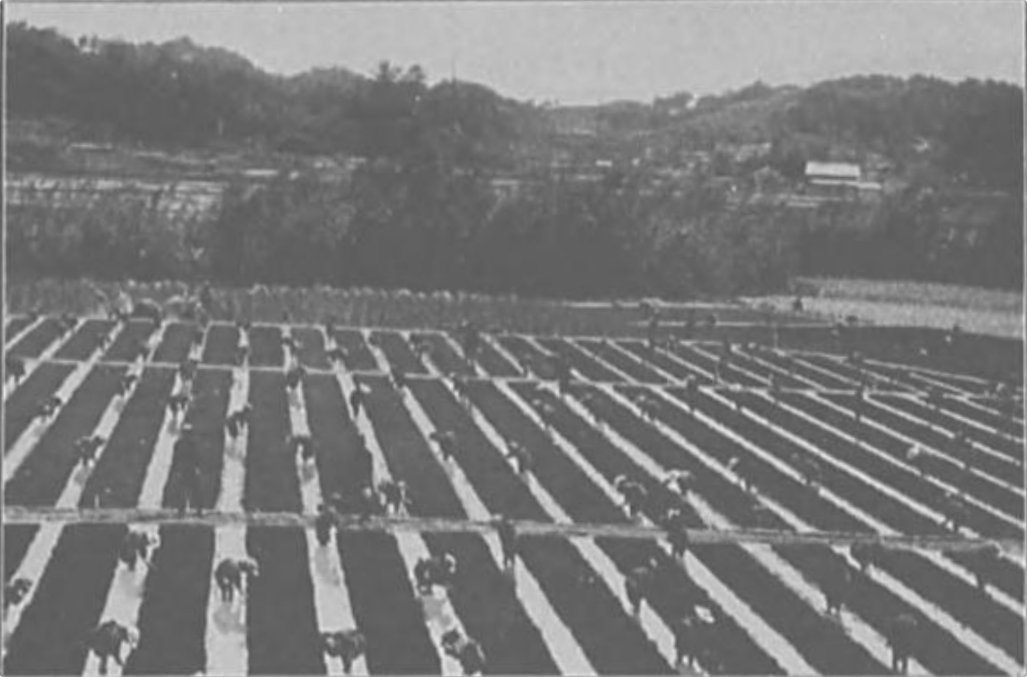
伴谷村共同稲苗代（1910年頃）

1872年（明治5年）4月7日、当時の戸籍法に基づいた区の設置により、下田村・春日村・畑村（のち八田村に改称）・伴中山村・下山村・上村・下村・堂村の7村が甲賀郡第2区となった。甲賀郡には第10区まで置かれた。滋賀県では戸籍法による区の設置後も町村の機能を残して行政運営を行っていた。7村のうち下村・堂村・上村は1875年（明治8年）に合併して山村となった。
1878年（明治11年）には戸籍法制定時に設けた区を廃止。翌年の1879年（明治12年）5月16日、町村を行政組織の末端と規定する郡区町村編制法が施行。1885年（明治18年）7月1日、「連合戸長役場」が春日村に設置され、下田村・春日村・八田村・伴中山村・下山村・山村を管轄した。1889年（明治22年）4月1日の町村制施行時には、6村のうち下田村を除く5村の区域をもって本村が発足した。下田村は当初、一旦は本村に入ることを了承したが、不満として独立の道を選んだ。

### 沿革
- 1889年（明治22年）4月1日 - 町村制の施行により、春日村・八田村・伴中山村・下山村・山村の区域をもって発足。
- 1955年（昭和30年）4月15日 - 柏木村・水口町・貴生川町と合併し、改めて水口町が発足。同日伴谷村廃止。